# 湛約翰

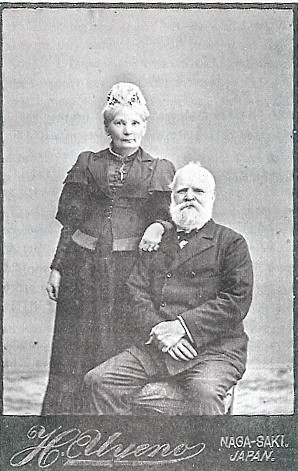
1880年代在日本長崎的湛約翰和其妻海倫（Helen）

湛約翰 （John Chalmers，1825年10月24日—1899年11月22日）蘇格蘭牧師、漢學家。1852年受英國倫敦傳道會差派來到英屬香港，曾主持《遐邇貫珍》、英華書院、香港佑寧堂等。湛約翰也曾到廣州傳教，1865年在廣州創辦《中外新聞七日錄》。1888年設計了粵語第一套音字「粵語標準羅馬字」。1899年在韓國仁川逝世。後葬於香港墳場。
湛約翰不但擔任聖經深文理譯本最初的委員會成員，還把《道德經》翻譯為英文。其他著作有：《初學粵音切要》、《上帝總論》、《設數求真》、《宗主詩章》、《天鍵衡人》、《正名要論》、《糾幻首集》、《世俗清明祭墓論》、《城隍非神論》、《英粵字典》“An English and Cantonese Pocket Dictionary”等。